# Weilrod

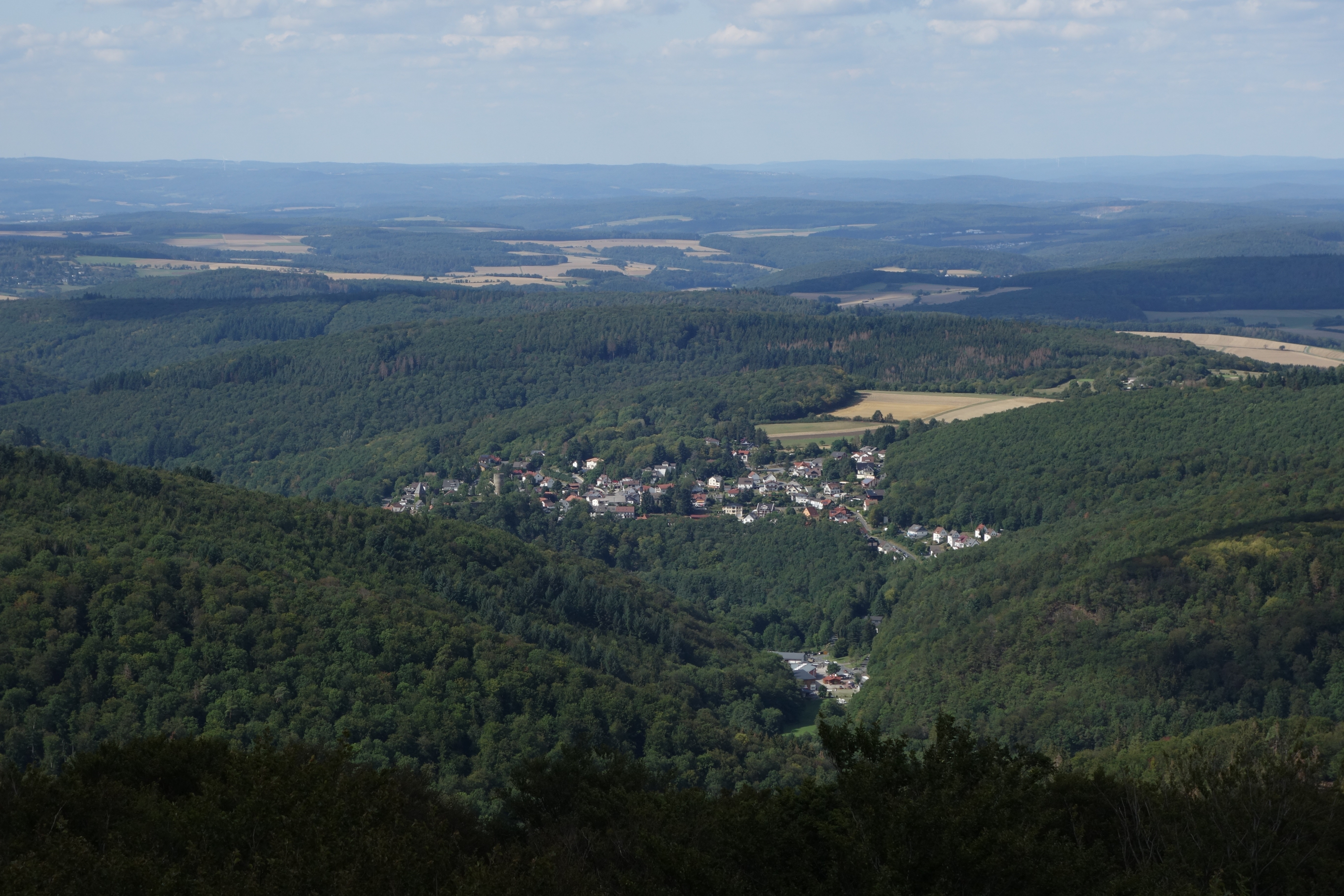
Utsikt över distriktet Altweilnau från söder, från utsiktstornet på berget Pferdskopf"

Weilrod är en kommun i Hochtaunuskreis i Regierungsbezirk Darmstadt i förbundslandet Hessen i Tyskland. Kommunen bildades genom flera sammanslagningar av sammanlagt 13 kommuner 1970–1972. De 13 ursprungliga kommunerna var Altweilnau, Cratzenbach, Emmershausen, Finsternthal, Gemünden, Hasselbach, Mauloff, Neuweilnau, Niederlauken, Oberlauken, Riedelbach, Rod an der Weil och Winden.